# Armatocereus godingianus
Armatocereus godingianus es una especie de planta suculenta perteneciente al género Armatocereus, dentro de la familia Cactaceae. Es endémica de Ecuador.

## Descripción

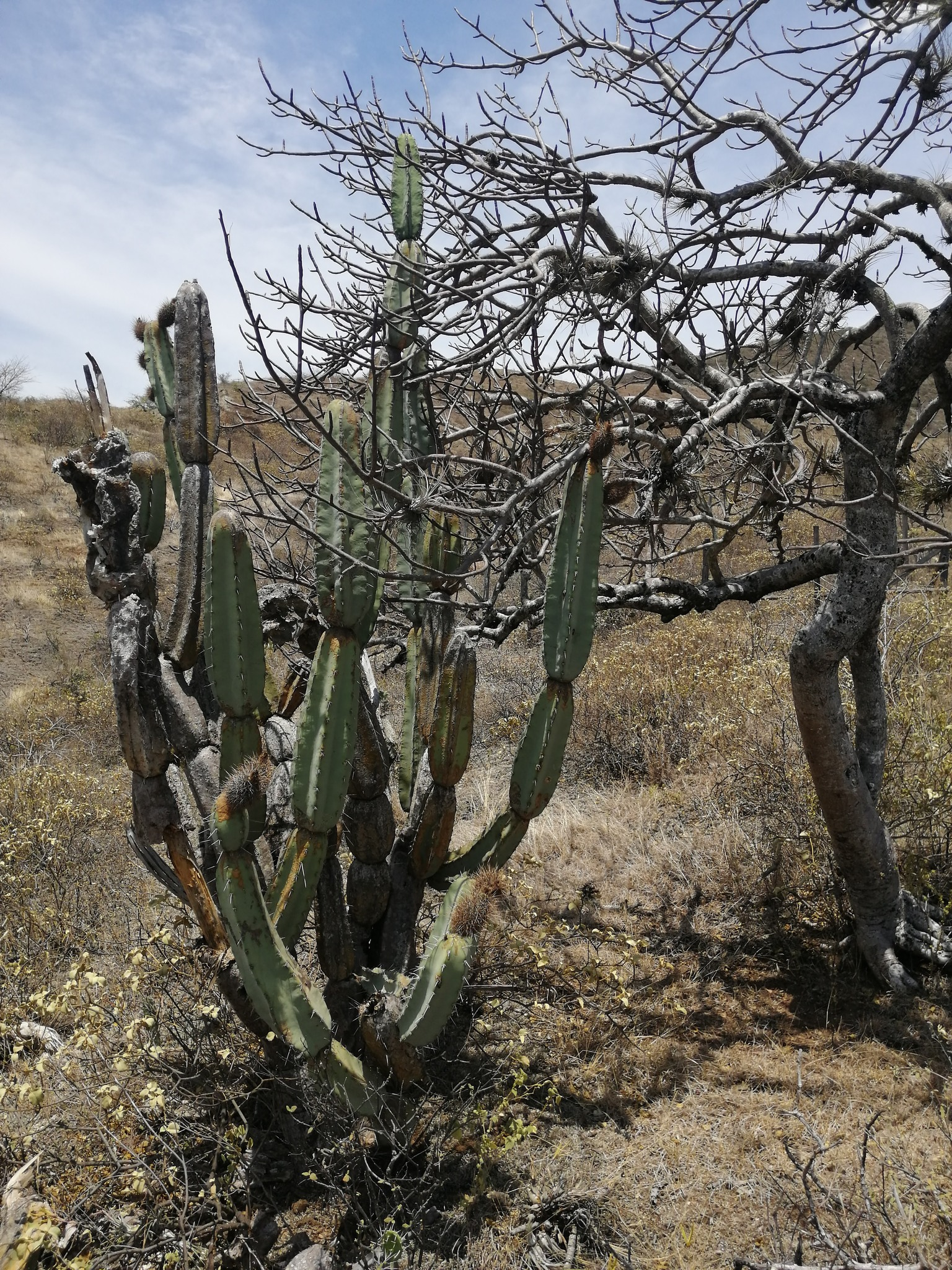
Planta en su hábitat

Armatocereus godingianus es una especie de cactus que crece en forma de árbol, con tallos cilíndricos, erectos y ramificados, alcanzando alturas de hasta 10 m. Generalmente forman un tronco liso bien desarrollado de hasta 1,5 m de altura y un diámetro de 15 a 50 cm.
Los tallos son de color verde oscuro, se dividen en segmentos de 30 a 60 cm de largo con un diámetro de 7 a 10 cm y son más gruesos en la base. Presentan de 7 a 11 costillas, separadas por incisiones profundas de 1,5 a 2,5 cm de alto. Las areolas presentan de 15 a 25 espinas flexibles en forma de aguja que primeramente son de color marrón o amarillo y luego se vuelven grises. Se extienden en todas direcciones y miden de 1 a 5 cm de largo.

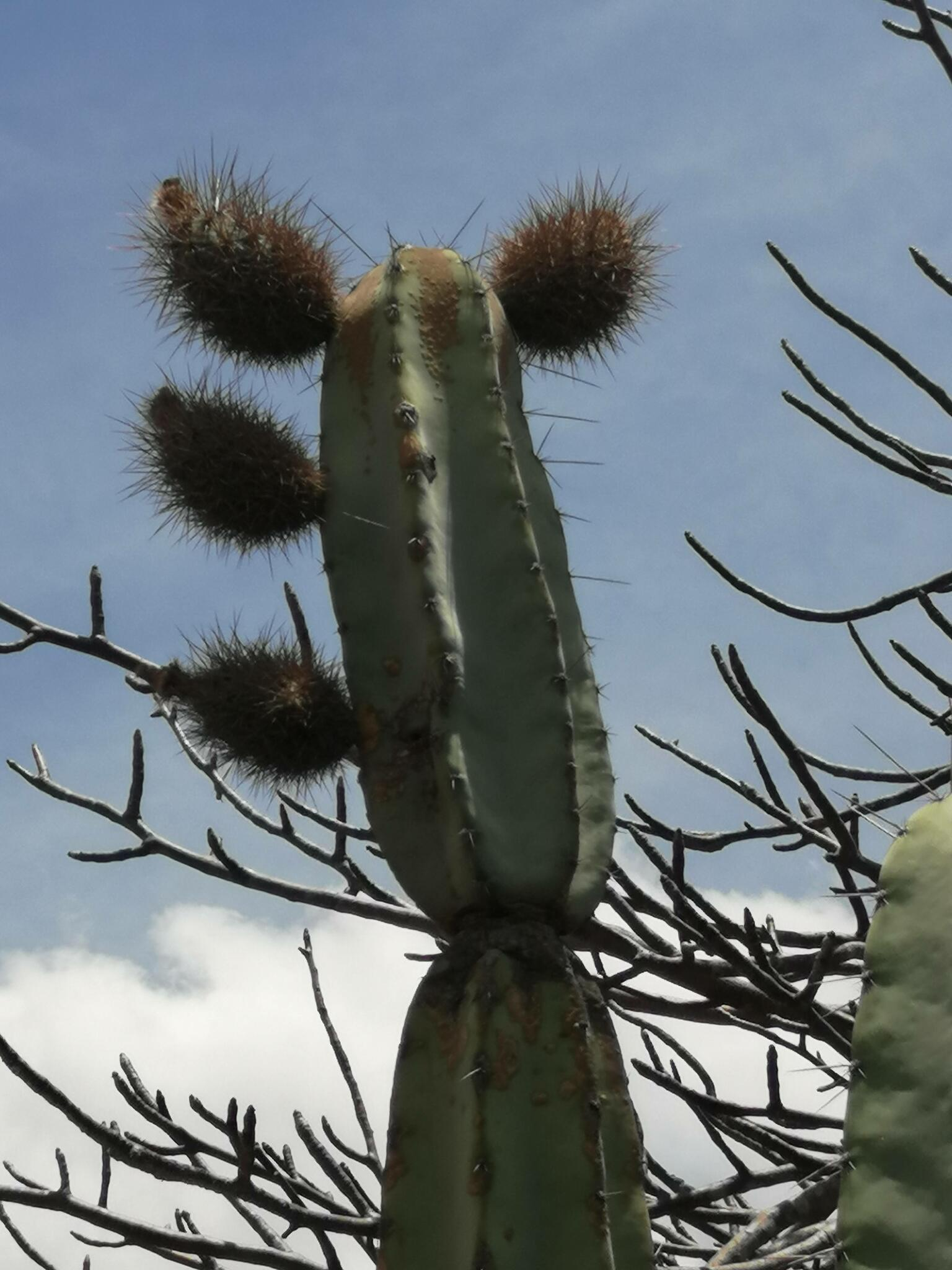
Detalle de los frutos

Las flores son de color blanco y destacan por crecer en sentido horizontal. Miden de 7 a 9 centímetros de largo, con un diámetro de 5 a 7 centímetros. Los frutos tienen forma de huevo, son inicialmente verdes y luego se vuelven marrones. Miden de 6 a 13 centímetros de largo.

## Distribución y hábitat
El área de distribución nativa de esta especie es Ecuador y crece principalmente en el bioma tropical estacionalmente seco. Concretamente, es muy común en la provincia de Chimborazo a lo largo del río Chanchán y en la provincia de Azuay a altitudes de 1200 a 2300 metros.

## Taxonomía
La primera descripción de esta especie fue como Lemaireocereus godingianus, publicada en 1920 por los botánicos estadounidenses Nathaniel Lord Britton y Joseph Nelson Rose en el libro The Cactaceae; descriptions and illustrations of plants of the cactus family 2: 91.
Más tarde, el botánico alemán Curt Backeberg trasladó la especie al género Armatocereus, por lo que pasó a llamarse Armatocereus godingianus. Registró estos cambios en la revista científica Blätter für Kakteenforschung 5 (12): 1, publicada en 1938.
Etimología
- Armatocereus: nombre genérico que deriva de las palabras latinas armatus (que significa 'armado') y cereus (que significa 'velas' o 'cirios'), en referencia a la morfología de sus tallos, en forma de columnas espinosas.[4]
- godingianus: epíteto específico otorgado en honor al Cónsul General de los Estados Unidos, FW Goding, en Guayaquil (Ecuador), un entomólogo que ayudó al botánico estadounidense Joseph Nelson Rose con su investigación botánica en Ecuador.[5]

### Subespecies
Actualmente se distinguen dos subespecies:
| Imagen | Subespecie                                                    | Descripción                   | Distribución   |
| ------ | ------------------------------------------------------------- | ----------------------------- | -------------- |
|        | Armatocereus godingianus subsp. brevispinus (Madsen) D.R.Hunt | Espinas más cortas y gruesas. | Ecuador (Loja) |
|        | Armatocereus godingianus subsp. godingianus                   | Espinas más largas y finas.   | Ecuador        |

Sinonimia
- Sinónimos de Armatocereus godingianus subsp. brevispinus:
  - Armatocereus brevispinus Madsen (1989)

- Sinónimos de Armatocereus godingianus subsp. godingianus:(no tiene)

## Estado de conservación
En la Lista Roja de Especies Amenazadas de la UICN, la especie está clasificada como de “Preocupación Menor (LC)”.

## Usos
Se cultiva principalmente como planta ornamental y su propagación se realiza normalmente a través de semillas.